# Кенет (Минесота)
Кенет (енгл. Kenneth) град је у америчкој савезној држави Минесота.

## Демографија
По попису из 2010. године број становника је 68, што је 7 (11,5%) становника више него 2000. године.
| Група             | 2000.      | 2010.       |
| Белци             | 55 (90,2%) | 68 (100,0%) |
| Афроамериканци    | 0 (0,0%)   | 0 (0,0%)    |
| Азијати           | 0 (0,0%)   | 0 (0,0%)    |
| Хиспаноамериканци | 0 (0,0%)   | 0 (0,0%)    |
| Укупно            | 61         | 68          |